# Alexander Angerer (Politiker)
Alexander Angerer (* 16. Februar 1868 in Wien; † 12. Februar 1938 ebenda) war ein österreichischer Beamter und im Jahr 1921 Handelsminister.

## Leben
Angerers Eltern waren der Fotograf Ludwig Angerer und dessen Ehefrau Maria, geb. Aigner. Er maturierte an der Theresianischen Akademie. In den Jahren 1887/88 diente er beim Dragonerregiment Nr. 7 als Einjährig-Freiwilliger und erreichte den Dienstgrad „Leutnant in der Evidenz der Landwehr“. Anschließend studierte Angerer an der Universität Wien Rechtswissenschaft.
1890 begann er eine Beamtenlaufbahn als Konzeptspraktikant in der niederösterreichischen Statthalterei, wobei er bei den Bezirkshauptmannschaften Mödling und Baden eingesetzt wurde. 1901 wurde er in das Innenministerium berufen, wo er mit der Reorganisation des Versatz-, Verwahrungs- und Versteigerungsamtes beschäftigt war. 1905 wurden diese Agenden in das Handelsministerium übertragen, zugleich wechselte auch Angerer in den Personalstand dieses Ministeriums. 1915 wurde er zum Ministerialrat ernannt.
Die Republik Österreich übernahm den Beamten, 1920 wurde er zum Sektionschef ernannt. Angerer leitete die Sektion für Gewerberecht sowie die industriepolitische und sozialpolitische Abteilung.
Von 21. Juni bis 7. Oktober 1921 war Angerer Bundesminister für Handel, Gewerbe, Industrie und Bauten in der Bundesregierung Schober I.
Mit Jahresende 1922 wurde er aufgrund des „Angestelltenabbaugesetzes“ als Beamter pensioniert. In der Folge übte er wirtschaftliche Funktionen aus: 1923–1937 war er Präsident der Sprengstoffwerke Blumau AG, dazu 1925 Verwaltungsrat der Gefia Werke AG in Wien, 1927–1931 Verwaltungsrat der Klosterneuburger Spinnerei und Weberei AG, 1927–1938 Verwaltungsrat der Anglo-Danubian Lloyd, Allgemeine Versicherungs AG.
Er wirkte auch als Vorsitzender der Prüfungskommission an der Hochschule für Welthandel.
Alexander Angerer war verheiratet und hatte drei Töchter. Er starb im Februar 1938 im Alter von 69 Jahren an einem Schlaganfall.

## Ehrung
- 1937: Komturkreuz 1. Klasse mit dem Stern des österreichischen Verdienstordens[3]